# فهرست افراد با بیشترین تعداد فرزند
در این نوشتار، نام افرادی که فرزندان بسیاری داشته‌اند آورده شده است.

## فهرست
زنان
در این قسمت نام زنانی که فرزندان زیادی (حداقل ۲۰ فرزند) به دنیا آورده‌اند ذکر شده است. در اعدادی که پررنگ هستند احتمال خطا وجود دارد.
| تعداد فرزندان    | مادر/زوج            | توضیحات |
| ---------------- | ------------------- | --- |
| ۶۹ (از همسر اول) | آقا و خانم واسیلیِف  | واسیلیف و همسر اولش رکورددار بیشترین تعداد فرزند یک زوج هستند. بین سال‌های ۱۷۲۵ و ۱۷۶۵، خانم واسیلیف طی ۲۷ زایمان، ۶۹ فرزند شامل ۱۶ دوقلو، ۷ سه‌قلو و ۴ چهارقلو به دنیا آورد که ۶۷ تای آن‌ها از دوره‌ی نوزادی زنده ماندند. آقای واسیلیف همچنین از همسر دومش ۱۸ فرزند (۶ دوقلو و ۲ سه‌قلو) داشت که در مجموع ۸۷ فرزند می‌شود. |
| ۶۲               | خانم و آقای گراواتا | ۶۲ فرزند زنده به دنیا آورد. |

مردان
در این قسمت نام مردانی با بیشترین تعداد فرزند ذکر شده در تاریخ (عمدتاً از چندین همسر) آورده شده است. اعداد مورب تقریبی هستند. شمارش فرزندان مردانی که از طریق اهدای اسپرم فرزندان زیادی دارند دشوار است.
| تعداد فرزندان | مادر/زوج          | توضیحات |  |
| ------------- | ----------------- | --- |  |
| ۱۰۰۰-۲۰۰۰     | چنگیز خان         | گفته می‌شود که وی حداقل ۲۰۰۰ فرزند، و احتمالاً تا ۶۰۰۰ فرزند داشته است. آنالیز ژنتیک نشان داده است که چنگیزخان جد نیم درصد کل جمعیت دنیا است.                                                                        |  |
| +۸۶۸          | اسماعیل ابن شریف  | سلطان علویان مراکش (۱۶۳۴-۱۷۲۷)، که از زنان متعدد فرزند داشته است. |  |
| ۳۶۵-۳۸۲       | آگوست دوم لهستان  | |  |
| ۲۱۰           | سبهوزای دوم       | پادشاه سوازیلند؛ بین سال‌های ۱۸۹۹ تا ۱۹۸۲ زندگی می‌کرد. وی ۷۰ همسر داشت. میرزاخان خان روستای سراب بوده و بین سالهای ۱۲۲۴ تا ۱۳۰۱ ۱۵۲ فرزند داشته و ده همسر.وی نخستین بار در ۱۵ سالگی و آخرین بار در ۹۲ سالگی پدر شد. |  |
| ۱۰۶-۱۱۵       | سعود بن عبدالعزیز | شاه سعود، فرزند ملک عبدالعزیز، پادشاه عربستان سعودی. |  |
| +۱۰۸          | فتحعلی‌شاه قاجار   | نتیجه بیش از ۱۶۰ همسر وی |  |
| ۷۵            | ملک عبدالعزیز     | اولین پادشاه عربستان سعودی. در سال ۲۰۰۱ شمار نوادگان وی ۲۵۰۰ تا ۳۵۰۰ نفر محاسبه شد. |  |